# 林纳德–奇帕特判据
在控制系统理论中，林纳德–奇帕特判据（英語：Liénard–Chipart criterion）是一个由劳斯–赫尔维茨稳定性判据修改而来的稳定性判据，由A. Liénard和M. H. Chipart提出。 这个判据比劳斯–赫尔维茨稳定性判据的优势在于它只涉及一半数量的行列式运算。

## 算法
回顾劳斯–赫尔维茨稳定性判据，实系数多项式
{\displaystyle f(z)=a_{0}z^{n}+a_{1}z^{n-1}+\cdots +a_{n}\,(a_{0}>0)}
的所有根都有负实部的（即 {\displaystyle f} 是赫尔维茨稳定的）充分必要条件为：
{\displaystyle \Delta _{1}>0,\,\Delta _{2}>0,\ldots ,\Delta _{n}>0,}
其中 {\displaystyle \Delta _{i}} 为与 {\displaystyle f} 相关的赫尔维茨矩阵的第 i 个主子式。
使用上面的符号。劳斯–赫尔维茨判据为：当且仅当这四种情况中的任意一种满足时，{\displaystyle f} 才是赫尔维茨稳定的：
1. {\displaystyle a_{n}>0,a_{n-2}>0,\ldots ;\,\Delta _{1}>0,\Delta _{3}>0,\ldots }
2. {\displaystyle a_{n}>0,a_{n-2}>0,\ldots ;\,\Delta _{2}>0,\Delta _{4}>0,\ldots }
3. {\displaystyle a_{n}>0,a_{n-1}>0,a_{n-3}>0,\ldots ;\,\Delta _{1}>0,\Delta _{3}>0,\ldots }
4. {\displaystyle a_{n}>0,a_{n-1}>0,a_{n-3}>0,\ldots ;\,\Delta _{2}>0,\Delta _{4}>0,\ldots }

此后可以发现，通过选择这些条件的其中之一，需要计算的行列式数目减少了。